# Glebe, New South Wales
Glebe este o suburbie în Sydney, Australia.